# Sceloporus ornatus
Espèce
Synonymes
- Sceloporus jarrovii oberon Smith & Brown, 1941
- Sceloporus oberon Smith & Brown, 1941

Statut de conservation UICN

 NT  : Quasi menacé
Sceloporus ornatus est une espèce de sauriens de la famille des Phrynosomatidae.

## Répartition
Cette espèce se rencontre :
- aux États-Unis dans le Texas ;
- au Mexique dans le Coahuila.

## Liste des sous-espèces
Selon The Reptile Database (25 février 2013) :
- Sceloporus ornatus oberon Smith & Brown, 1941
- Sceloporus ornatus ornatus Baird, 1859

## Publications originales
- Baird, 1859 "1858" : Description of new genera and species of North American lizards in the museum of the Smithsonian Institution. Proceedings of the Academy of Natural Sciences of Philadelphia, vol. 10, p. 253-256 (texte intégral).
- Smith & Brown, 1941 : A new subspecies of Sceloporus Jarrovii from Mexico. Publication, Field Museum of Natural History, vol. 24, no 23, p. 253-257 (texte intégral).